# استان اوئارمی
استان اوئارمی (به اسپانیایی: Provincia de Huarmey) یک استان در پرو است که در منطقه انکاش واقع شده‌است. استان اوئارمی ۳٬۹۰۸٫۴۲ کیلومتر مربع مساحت دارد.